# Aegon Championships 2011
Aegon Championships 2011 — тенісний турнір, що проходив на трав'яних кортах  у Лондоні, Велика Британія з 6 червня. Належав до категорії ATP World Tour 250, був турніром серії Queen's Club Championships 2011 року.

## Фінальна частина

### Одиночний розряд
Енді Маррей —  Жо-Вілфрід Тсонга 3–6, 7–6(7–2), 6–4

### Парний розряд
Боб Браян /  Майк Браян —  Магеш Бгупаті /  Леандер Паес 6–7(2–7), 7–6(7–4), [10–6]